# Videodrome
Videodrome è un film del 1983, scritto e diretto da David Cronenberg.
Come altre opere dell'autore, affronta il tema della mutazione della carne e della fusione fra tecnologia e uomo. Film innovatore del movimento indipendente della Hollywood degli anni ottanta, la storia di David Cronenberg sulle trasformazioni causate dall'esposizione alla violenza televisiva sceglie come soggetto proprio quei problemi che il regista aveva dovuto affrontare con censori e distributori, a causa delle sue opere precedenti.

## Trama
Max Renn è il proprietario di una TV via cavo chiamata Civic TV, che trasmette spesso contenuti violenti e pornografici. Un giorno il suo amico Harlan gli annuncia di avere scoperto un segnale video pirata che trasmette solo immagini di torture e violenze per poi sparire dopo pochi secondi: Max gli chiede se può registrargliene una copia. Pochi giorni dopo, Max è ospite di un talk show televisivo incentrato sui media, in cui gli altri ospiti sono la conduttrice radiofonica Nicki Brand e il professor Brian O'Blivion (gioco di parole; oblivion è la parola inglese per il termine oblio), singolare personaggio che rifiuta di apparire di persona e affida i suoi discorsi profetici sulla televisione a delle registrazioni video. Max fa colpo su Nicki e i due diventano amanti: l'uomo rimane sconcertato nello scoprire le tendenze masochiste di lei, emerse quando lei decide di vedere una delle cassette del programma pirata (intitolato appunto Videodrome) e ne viene affascinata.
Facendo delle ricerche su Videodrome, Max crede che O'Blivion sia in qualche modo coinvolto con la messa in onda del programma, e si reca alla "Chiesa Catodica" gestita dalla figlia di O'Blivion, Bianca. Qui Max fa alcune scoperte decisive: scopre che O'Blivion è morto da quasi un anno e sopravvive solo sotto forma di migliaia di registrazioni dei suoi discorsi conservate dalla figlia, ma soprattutto viene informato da Bianca che il segnale su cui è trasmesso Videodrome causa lo sviluppo di un tumore al cervello che produce allucinazioni e alterazioni nella percezione della realtà, che possono diventare letali per chiunque vede il programma Videodrome. Durante il colloquio tra Max Renn e Bianca O’Blivion, Max gli conferma che poco dopo aver visto Videodrome, aveva avuto anche lui delle allucinazioni (che spesso riguardavano la comparsa di Nicki), ed aveva avuto subito il sospetto che fossero le immagini di Videodrome a causargliele, ma a differenza di Bianca, Max non ha paura e vuole continuare a vederle, poiché è sempre più incuriosito da Videodrome. Con il passare del tempo le allucinazioni di Max diventano sempre più lunghe e realistiche: in una di esse gli si apre una fessura sullo stomaco la quale gli inghiotte la pistola che teneva in mano.
Max viene poi contattato da Barry Convex, responsabile della Spectacular Optical, una ditta che produce occhiali e altri strumenti ottici. Convex gli chiede di indossare uno speciale casco che registra le allucinazioni, in modo da poterle poi studiare. In realtà tutto questo fa parte del piano di Convex: è stato lui a creare Videodrome e a fare in modo che Harlan, in realtà suo complice, diventasse amico di Renn per poi passargli le cassette con il programma, che non era una trasmissione pirata ma era stata prodotta direttamente da loro. Il Videodrome, lungi dall'essere una sorta di utopia transumanistica è infatti il prodotto di una cospirazione autoritaria filo-governativa che cerca di eliminare dalla società gli "indesiderabili" attratti dal sesso e dalla violenza provocando loro tumori al cervello (nella convinzione che i 'bravi cittadini' non saranno mai attratti dalla pornografia snuff del canale). I cospiratori inizialmente coinvolsero Brian O'Blivion mentendo sulle loro finalità e facendogli credere che i loro scopi coincidessero ma lui scoprì i loro fini e prima di venire ucciso dal tumore registrò le migliaia di videocassette che affidò alla figlia. Max Renn è così diventato una cavia nelle mani dei creatori del Videodrome e un'importante pedina del loro piano: prendere possesso della Civic TV per inserire il segnale di Videodrome nei loro programmi e ampliare sempre più l'area di "ripulitura morale".
Convex e Harlan "lavano il cervello" a Max inserendogli una videocassetta nello squarcio che ha sullo stomaco: la cassetta contiene l'ordine di eliminare gli altri proprietari di Civic TV, ordine che Max esegue con la sua pistola, che nel frattempo gli si è fusa direttamente con la mano. Dopo aver fatto ciò, egli si reca alla Chiesa Catodica per uccidere Bianca O'Blivion, la quale però aveva previsto un'evenienza simile: Bianca lo riprogramma nuovamente, ordinandogli di eliminare i responsabili della creazione di Videodrome. Max quindi si reca alla Spectacular Optical e fa esplodere Harlan, poi scova Convex e gli spara con la mano-pistola, i cui proiettili gli causano la formazione di enormi tumori in tutto il corpo distruggendolo.
Nel finale piuttosto surreale del film, Max guarda un televisore che trasmette un video con Nicki che gli intima di "liberarsi della vecchia carne" per sconfiggere definitivamente Videodrome, poi una scena con lo stesso Max nell'atto di spararsi in testa. Nell'attimo in cui il Max della TV si spara, il televisore esplode spargendo intestini qua e là. L'ultima scena mostra Max che si spara in testa, replicando esattamente quanto si vedeva in TV pochi attimi prima.

## Influenza culturale
- Il gruppo heavy metal Strapping Young Lad ha omaggiato una frase del film, dando come titolo a una loro canzone All Hail The New Flesh.
- Il compositore italiano Fausto Romitelli si è ispirato a questo lavoro cinematografico per comporre Dead City Radio. Audiodrome per orchestra (2003).
- Il film ha ispirato il numero 15  di Dylan Dog, Canale 666, e il numero 98 di Dylan Dog, Lo sguardo di Satana, nell'ispirazione al mondo dell'allucinato coniugato al cinema e nel finale, in cui Dylan Dog spara dallo schermo di un televisore.

## Riconoscimenti
- 1984 - BIFFF
  - Miglior film di fantascienza
- 1984 - Genie Awards
  - Miglior regista